# In Technicolor
In Technicolor é o quarto álbum de estúdio do cantor norte-americano Jesse McCartney. Lançado em 22 de julho de 2014, este álbum marca seu retorno à música após o cancelamento de  Have It All  em 2010. Antes do lançamento deste álbum, McCartney lançou um EP, " In Technicolor (Parte 1) ", como um teaser do que os fãs poderiam esperar de seu próximo álbum.

## Informações
Em 2010, McCartney anunciou que planejava lançar seu quarto álbum de estúdio intitulado "Have It All", porém o mesmo acabou sendo cancelado por sua gravadora Hollywood Records. Na edição de março de 2013 da revista "Glamholic", Jesse afirmou que estava escrevendo e produzindo seu quarto álbum de estúdio e que haveria "muito material novo". Em 13 de agosto de 2013, um single foi lançado, através da nova gravadora de McCartney, Eight0Eight Records. Ele escolheu deixar a Hollywood Records porque "fez mais sentido" nesse ponto de sua carreira lançar sua música por conta própria.
Um EP de quatro músicas foi lançado em 10 de dezembro de 2013, intitulado "In Technicolor (Parte I)". McCartney escolheu lançar um EP antes do álbum para dar aos seus fãs uma prévia de suas novas músicas e ainda ter tempo para terminar o álbum. Em junho de 2014, Jesse McCartney anunciou oficialmente o título de seu quarto álbum de estúdio como "In Technicolor" e definiu a data de lançamento para o dia 22 de julho.

## Faixas
| In Technicolor — Standard edition |                          |                                      |         |  |
| N.º                               | Título                   | Produtor(es)                         | Duração |  |
| 1.                                | "In Technicolor, Pt. I"  | The Elev3n                           | 1:41    |  |
| 2.                                | "Back Together"          | The Elev3n, Jesse McCartney          | 3:44    |  |
| 3.                                | "Young Love"             | The Elev3n                           | 3:22    |  |
| 4.                                | "Superbad"               | The Elev3n, Jesse McCartney          | 2:57    |  |
| 5.                                | "All About Us"           | The Elev3n                           | 3:43    |  |
| 6.                                | "Checkmate"              | R8DIO                                | 3:30    |  |
| 7.                                | "Punch Drunk Recreation" | R8DIO                                | 3:10    |  |
| 8.                                | "Goodie Bag"             | The Elev3n                           | 3:00    |  |
| 9.                                | "In Technicolor, Pt. II" | The Elev3n                           | 3:42    |  |
| 10.                               | "Tie the Knot"           | The Elev3n                           | 3:24    |  |
| 11.                               | "The Other Guy"          | Jesse McCartney Sherry Goffin Kondor | 3:39    |  |
| Duração total:                    | Duração total:           | Duração total:                       | 35:52   |  |

| In Technicolor — Target exclusive edition (bonus tracks) |                     |         |  |
| N.º                                                      | Título              | Duração |  |
| 12.                                                      | "So Cool"           | 3:27    |  |
| 13.                                                      | "Catch and Release" | 3:26    |  |
| Duração total:                                           | Duração total:      | 42:45   |  |

## Divulgação
"In Technicolor" ficou disponível para pré-venda no iTunes e na Amazon em 11 de junho de 2014. Quatro dias antes do lançamento do álbum, uma balada intitulada "The Other Guy" foi lançada no site da MTV, exclusivamente para promover o álbum. Em 21 de julho de 2014, McCartney apresentou seu single "Superbad" no The Today Show.

## Desempenho
O álbum estreou na 35ª posição na Billboard 200 e no 7º lugar na parada Independent Albums, vendendo 7.846 cópias em sua primeira semana.
| Chart (2014)                    | Posição |
| ------------------------------- | ------- |
| US Billboard 200                | 35      |
| US Billboard Independent Albums | 7       |